# برايس إليسون
برايس إليسون هو سياسي كندي، ولد في 6 أكتوبر 1852، وتوفي في 10 ديسمبر 1932.